# CAMS 32R
Le CAMS 32 R (pour reconnaissance) est un hydravion militaire de l'entre-deux-guerres réalisé en 1923 en France par les Chantiers aéro-maritimes de la Seine (CAMS).